# عصام أمان الله بخاري
عصام أمان الله بخاري كاتب وباحث سعودي متخصص في إدارة التقنية والابتكار، ولد في الطائف أول أيام رمضان عام 1398هـ. يتولى منصب الرئيس التنفيذي لشركة مانجا للإنتاج التابعة لمؤسسة الأمير محمد بن سلمان الخيرية (مسك)، وعمل ملحقاً ثقافياً للمملكة العربية السعودية في اليابان من عام 2008 إلى عام 2015م. يكتب زاوية (اسطرلاب) الأسبوعية في جريدة (الرياض).

## النشأة
بعد ولادته في الطائف عام 1398هـ انتقل عصام بخاري مع عائلته إلى مدينة جدة ليعيش فيها طفولته ويدرس فيها مراحل التعليم العام.
ويذكر أن الأثر الأكبر في حياته ومستقبله يعود لوالديه، خاصة أمه التي وصفها بـ «الطموحة»، وأنها كانت تسعى دائماً للكمال في كل شيء. وذكر أنها كانت تحفزه ليكون «الأول على الفصل ثم على مستوى المدرسة، وأخيراً على مستوى المملكة».
ويرى بخاري أن تحفيز والدته كان له أثر كبير منذ مراحل التعليم المبكرة، ومن نتائجه تفوقه في الخطابة، يروي أنه عندما كان في الصف الأول الابتدائي اختير لإلقاء كلمة الفصل الدراسي، وعندما نجح في هذه المهمة رشحه مدير المدرسة الأستاذ محمد جميل الدين لإلقاء كلمة الفصل الدراسي وهو طالب في الصف الثاني الابتدائي، وأضاف «لن أنسى كلمة مدير المدرسة حينما قال إني الحصان الأسود الذي يراهن عليه، والحمد لله شرفتُ المدرسة، وحصلت على المركز الأول بمجال الإلقاء والخطابة على مستوى مدارس جدة».
وذكر أن حصوله على منحة دراسية بمدارس دار الفكر خلال المرحلة المتوسطة يعد نقلة نوعية له على مستوى الدراسة والتعليم، وفي حياته العملية أيضاً.

## التعليم
- تلقى تعليمه الجامعي في مرحلة البكالوريوس والدراسات العليا في جامعة واسيدا في اليابان، وحصل منها على درجة البكالوريوس ثم الماجستير في مجال هندسة النظم الصناعية والإدارية.
- حصل على الدكتوراه في إدارة التقنية والابتكار واسيدا في اليابان.[4]

## العمل
- المدير التنفيذي لشركة مانجا للإنتاج التابعة لمؤسسة الأمير محمد بن سلمان الخيرية (مسك).[5]
- عمل ملحقاً ثقافياً في اليابان من عام 2008م إلى عام 2015م.[6][7]
- رئيس تحرير مجلة مانجا العربية.[8]
- عمل مديراً لشركة أرينات التابعة للمجموعة السعودية للأبحاث والتسويق.
- عضو هيئة التدريس في جامعة الملك عبد العزيز في جدة.

- عمل باحثاً زائراً في كلية الهندسة قسم إدارة التكنولوجيا والابتكار في جامعة طوكيو.
- عين عضواً في مجلس إدارة الهيئة العامة للثقافة عام 2018م.[9]
- يكتب زاوية (اسطرلاب) الأسبوعية في جريدة الرياض.[10]

## الجوائز
- حاصل على جائزة إيبوكا للطلبة الأجانب من جامعة واسيدا اليابانية أعوام 2006، 2007م لتفوقه الدراسي.
- حصل على المركز الأول على مستوى منطقة جدة في التفوق العلمي والدراسي لعامي 1413هـ و1415هـ.
- حقق كأس الأمير ماجد بن عبد العزيز للإنجاز المتميز وحصل على المركز الأول على مستوى محافظة جدة في أولمبياد الرياضيات عام 1996م.[2]